# Pterolophia pseudolunigera
Pterolophia pseudolunigera là một loài bọ cánh cứng trong họ Cerambycidae.